# Wahyu Kristanto
Wahyu Kristanto (sinh ngày 6 tháng 3 năm 1992) là một cầu thủ bóng đá người Indonesia hiện tại thi đấu ở vị trí hậu vệ cho Bali United Pusam ở Indonesia Super League.

## Sự nghiệp quốc tế
Anh có màn ra mắt cho U-23 Indonesia trong trận giao hữu trước U-23 Singapore ngày 13 tháng 7 năm 2013 với tỉ số 1-0 dành cho Singapore.